# Platybrachys aegrota
Platybrachys aegrota är en insektsart som beskrevs av Stsl 1863. Platybrachys aegrota ingår i släktet Platybrachys och familjen Eurybrachidae. Inga underarter finns listade i Catalogue of Life.